# Grade de orientação sexual de Klein
A Grade de Orientação Sexual de Klein tenta medir além da orientação sexual, expandindo-se sobre a nova escala de Kinsey, que categoriza a história sexual de 0 (indivíduo exclusivamente heterossexual) a 6 (exclusivamente homossexual). Como uma pessoa viaja na escala, eles são determinados para ser "Indivíduo  predominantemente heterossexual, mais do que incidentalmente homossexual" no intervalo 2, "Predominantemente homossexual, só incidentalmente heterossexual" no intervalo 5 e em qualquer lugar no meio. No centro, o Intervalo 3 é "Indivíduo Igualmente Heterossexual e Homossexual".

## Grade
| | Passado (a vida inteira até um ano atrás) | Presente (últimos 12 meses) | Ideal (O que você gostaria?) |
| A - Atração Sexual: A quem você é sexualmente atraído?                                                      | 1–7                                       | 1–7                         | 1–7                          |
| B - Comportamento Sexual: Com quem você geralmente fez sexo?                                                | 1–7                                       | 1–7                         | 1–7                          |
| C - Fantasias Sexuais: Sobre quem são as suas fantasias sexuais?                                            | 1–7                                       | 1–7                         | 1–7                          |
| D - Preferência Emocional: Com quem você se sente melhor ou mais próximo emocionalmente?                    | 1–7                                       | 1–7                         | 1–7                          |
| E - Preferência Social: Com que gênero você se socializa?                                                   | 1–7                                       | 1–7                         | 1–7                          |
| F - Preferência de Vida: Em qual comunidade você passa o seu tempo? Em qual você se sente mais confortável? | 1–7                                       | 1–7                         | 1–7                          |
| G - Auto-identificação: Como você se identifica?                                                            | 1–7                                       | 1–7                         | 1–7                          |

Cada uma das 21 caixas deve conter um valor de 1 a 7, categorizando as respostas do indivíduo às perguntas. Para as variáveis de A a E, as respostas possíveis são:
| 1 | Exclusivamente heterossexual                                       |
| 2 | Predominantemente heterossexual, apenas eventualmente homossexual  |
| 3 | Predominantemente heterossexual, embora homossexual com frequência |
| 4 | Bissexual                                                          |
| 5 | Predominantemente homossexual, embora heterossexual com frequência |
| 6 | Predominantemente homossexual, apenas eventualmente heterossexual  |
| 7 | Exclusivamente homossexual                                         |

Para as variáveis F e G esses percorrem de
1=Heterossexual somente a 7=Homossexual somente.
Diferentemente da Escala de Kinsey, a grade Klein investiga a orientação sexual em períodos de três tempos e com respeito a sete fatores.